# Drögsperyd
Drögsperyd är en tidigare småort i Bromölla kommun i Skåne län, belägen i Näsums socken på Ryssbergets västsluttning. Till och med 2005 definierade SCB Drögsperyd som småort.

## Befolkningsutveckling
| Befolkningsutvecklingen i Drögsperyd 1995–2005 | Befolkningsutvecklingen i Drögsperyd 1995–2005 | Befolkningsutvecklingen i Drögsperyd 1995–2005 | Befolkningsutvecklingen i Drögsperyd 1995–2005 | Befolkningsutvecklingen i Drögsperyd 1995–2005 |
| ---------------------------------------------- | ---------------------------------------------- | ---------------------------------------------- | ---------------------------------------------- | ---------------------------------------------- |
|                                                |                                                |                                                |                                                |                                                |
| År                                             |                                                |                                                | Folkmängd                                      | Areal (ha)                                     |
| 1995                                           | 1995                                           |                                                | 57                                             | 15                                             |
| 2000                                           | 2000                                           |                                                | 50                                             | 15                                             |
| 2005                                           | 2005                                           |                                                | 55                                             | 15                                             |
| Anm.: Ny småort 1995. Ej småort 2010.          |                                                |                                                |                                                |                                                |